# Villa Sesso Schiavo
Villa Sesso Schiavo è una villa veneta, situata nel centro storico di Sandrigo (in provincia di Vicenza), risalente al 1570 e affrescata dal pittore Giovanni Antonio Fasolo.

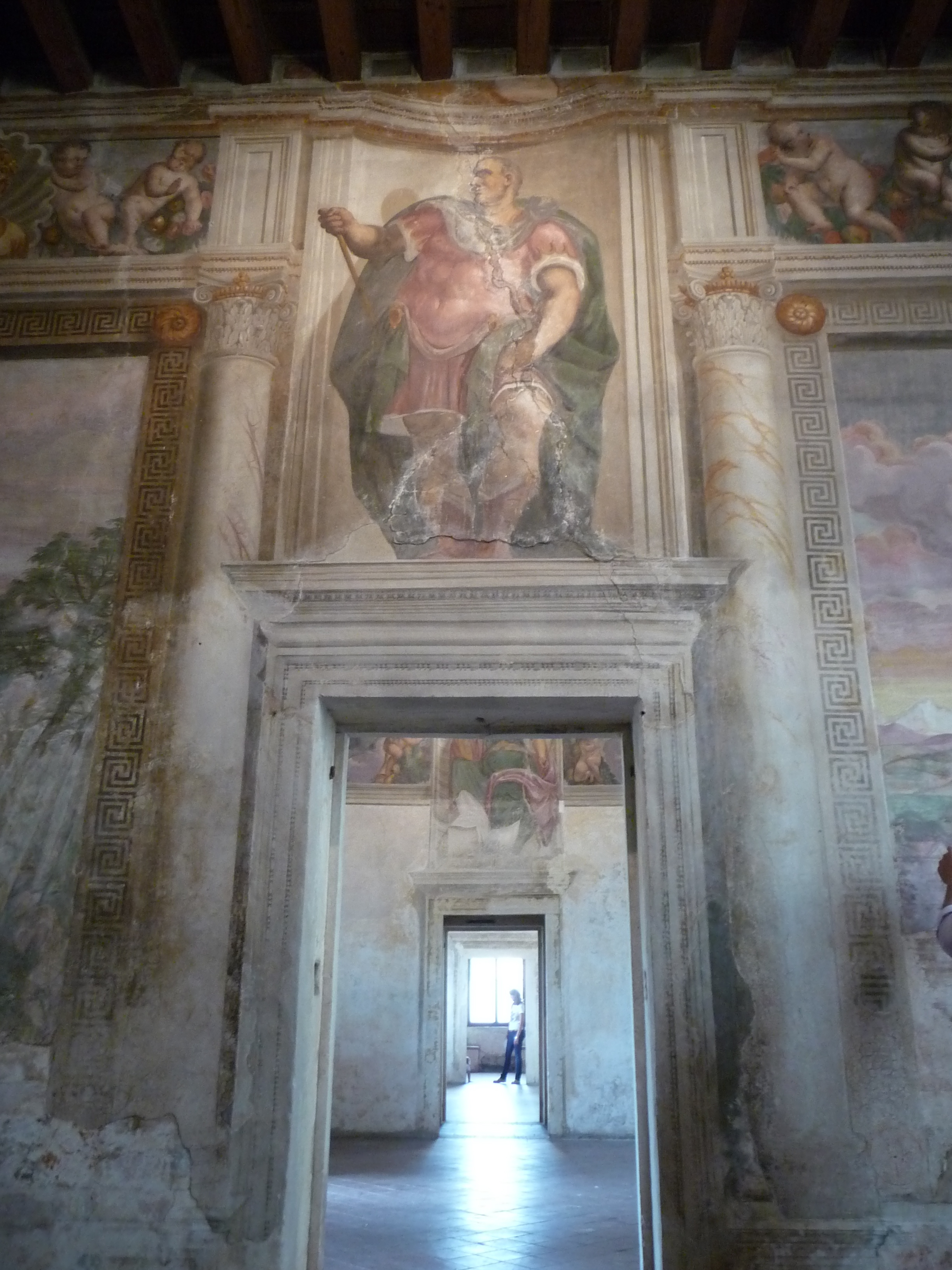
Uno degli affreschi delle sale di Villa Sesso Schiavo

## Storia
Committente della villa fu la famiglia Sesso in concomitanza con il matrimonio del primogenito Silvio Sesso (ritratto nella quarta sala in armatura) con Virginia Porto.
Il 2 novembre 1532 la famiglia Sesso ospita a Sandrigo l'imperatore Carlo V durante il suo viaggio verso Bologna. Alessandro Sesso è l'ultimo Sesso proprietario della villa di famiglia e, dopo aver dissipato al gioco le ingenti sostanze della famiglia e sommerso dai debiti, deve cederne la proprietà e nel 1832 subentra la famiglia Schiavo. 
Durante la prima guerra mondiale la casa fu sede dell'ospedale da campo inglese; nel primo dopoguerra parte delle stanze affrescate divennero l'ostetricia di Sandrigo.
La villa, che nel frattempo era passata alla famiglie Forni e poi Nardone per discendenza materna da Schiavo Antonietta, dal gennaio 2020 è di proprietà delle famiglie Bellotto e De Toni. Il fatto che questa villa cinquecentesca abbia avuto un solo cambio di proprietà dal 1570 ad oggi ne ha preservato la struttura e il ricco contenuto documentale e storico.

## Descrizione
La villa è composta da un ingresso realizzato con sassi dei vicini torrenti e materiale laterizio e, una volta varcato il portone, si accede ad un loggiato composto da sei colonne doriche. Sul soffitto è dipinto lo stemma della famiglia Sesso con l'aggiunta dell'aquila imperiale. Nelle pareti della loggia sono presenti delle finte nicchie che ospitano le raffigurazioni di Ercole che uccide Caco e di Perseo con la testa di Medusa che uccide un nemico. Quattro busti femminili affrescati entro conchiglie immettono nelle rispettive quattro sale.
A questo corpo cinquecentesco si affianca la dimora padronale del Settecento; nel complesso architettonico sono disposte l'antica filanda e la cappella di San Lorenzo, datata 1696, il tutto attorniato da un ampio parco.
La villa ospita quattro sale, affrescate da Giovanni Antonio Fasolo e dai suoi collaboratori.

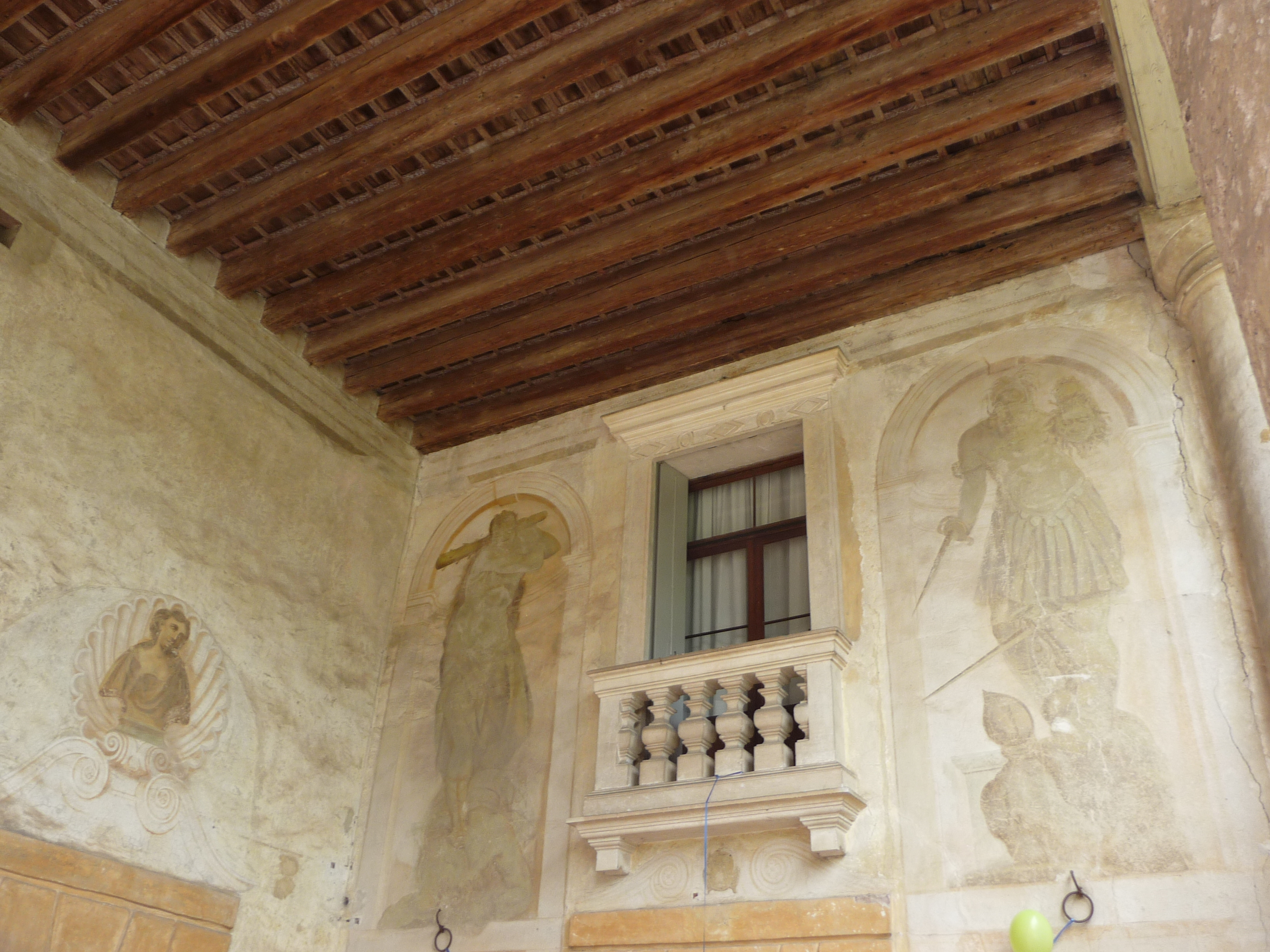
Il soffitto del loggiato
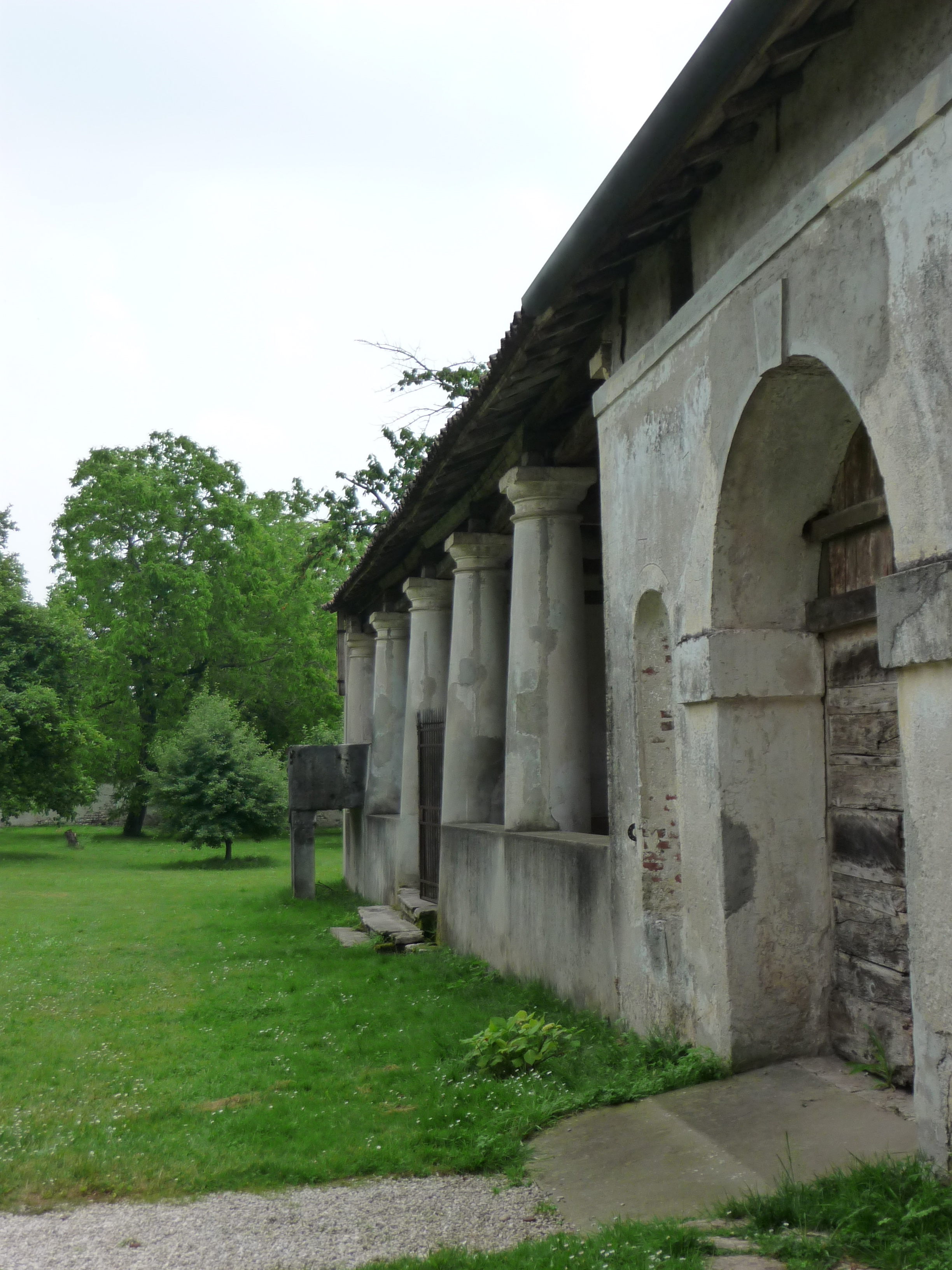
La barchessa della filanda
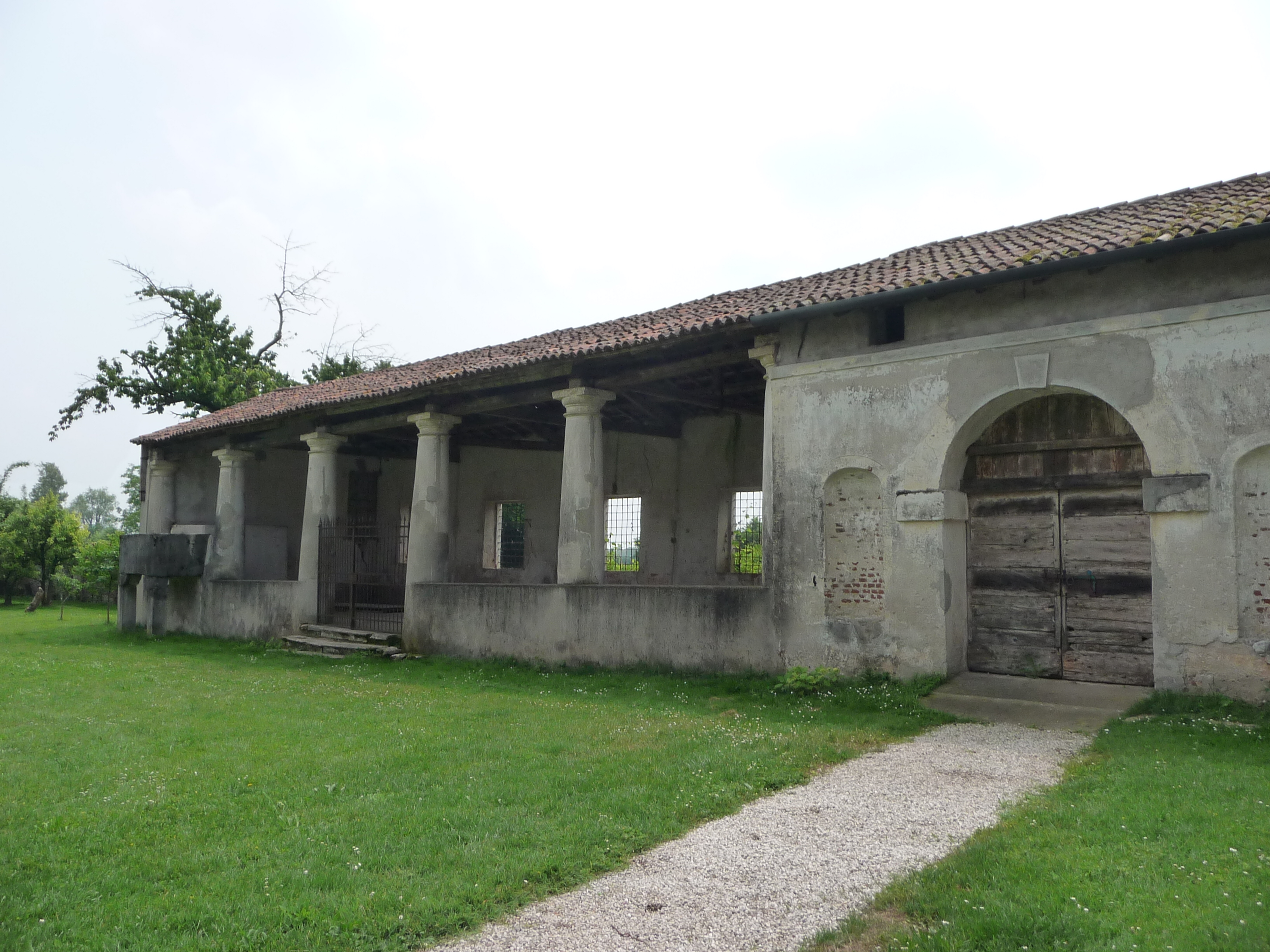
La barchessa della filanda

### Sala del Baccanale
Dedicata a Bacco, dio del vino e della gioia di vivere, tale sala è dominata da scene di vendemmia con putti e satiri che schiacciano i grappoli d'uva nel catino centrale, con fanciulle e animali, con fauni e ninfe che danzano tenendosi per mano. Il dio Bacco è raffigurato seduto su un grande carro trainato da caproni. Agli angoli del fregio vi sono otto telamoni, nudi maschili in finta pietra.

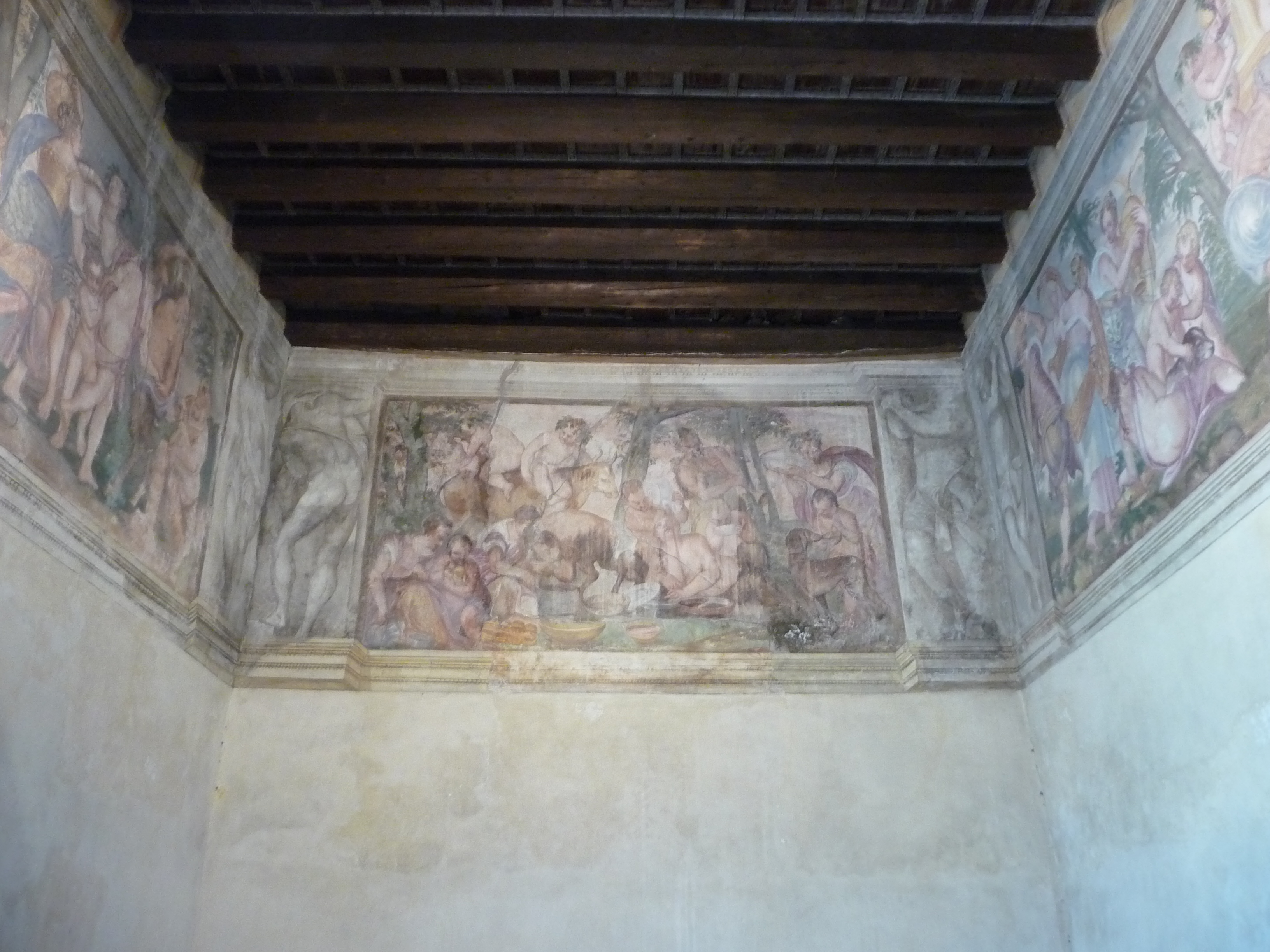
Affreschi della sala del Baccanale
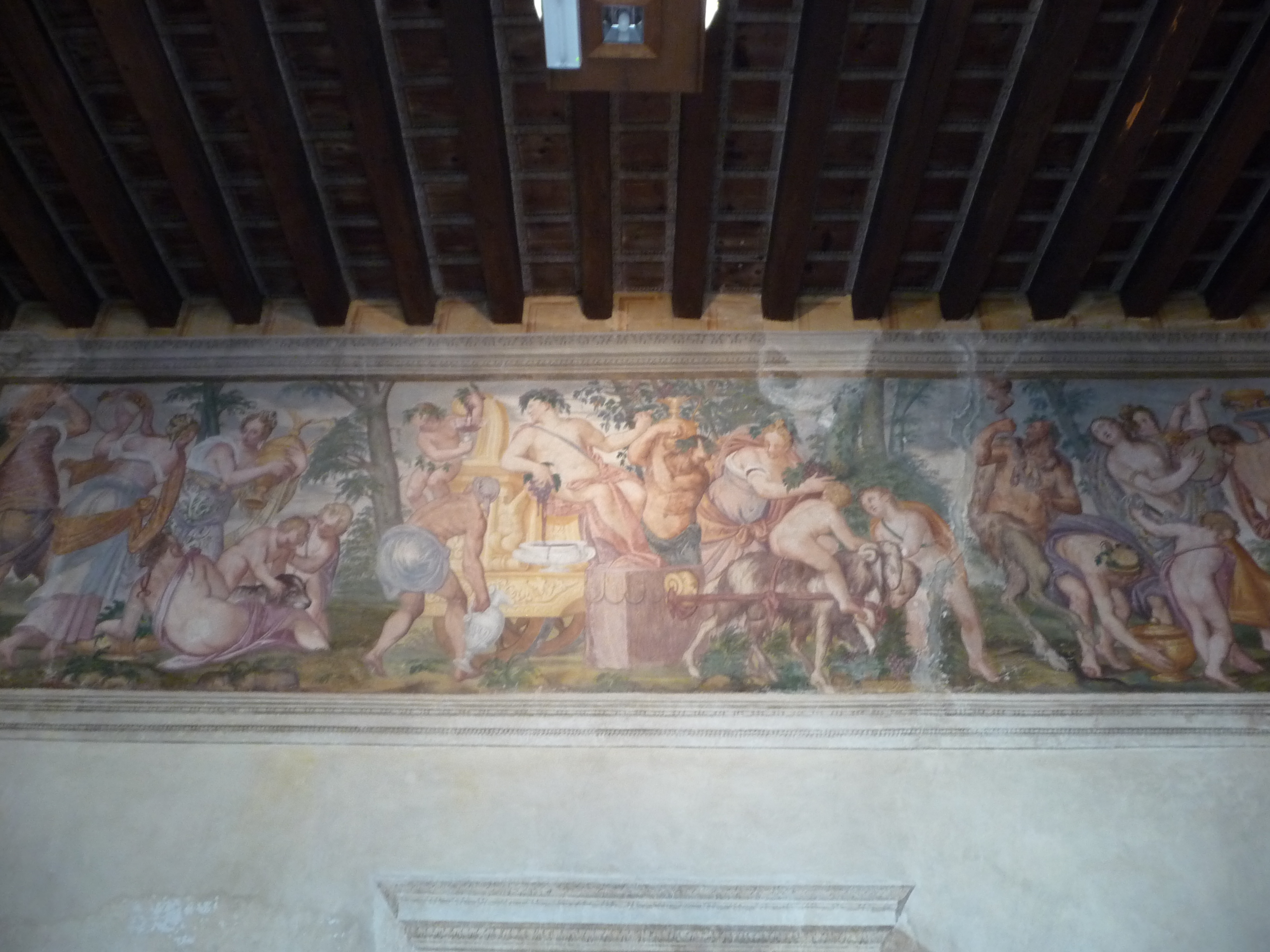
Affreschi della sala del Baccanale
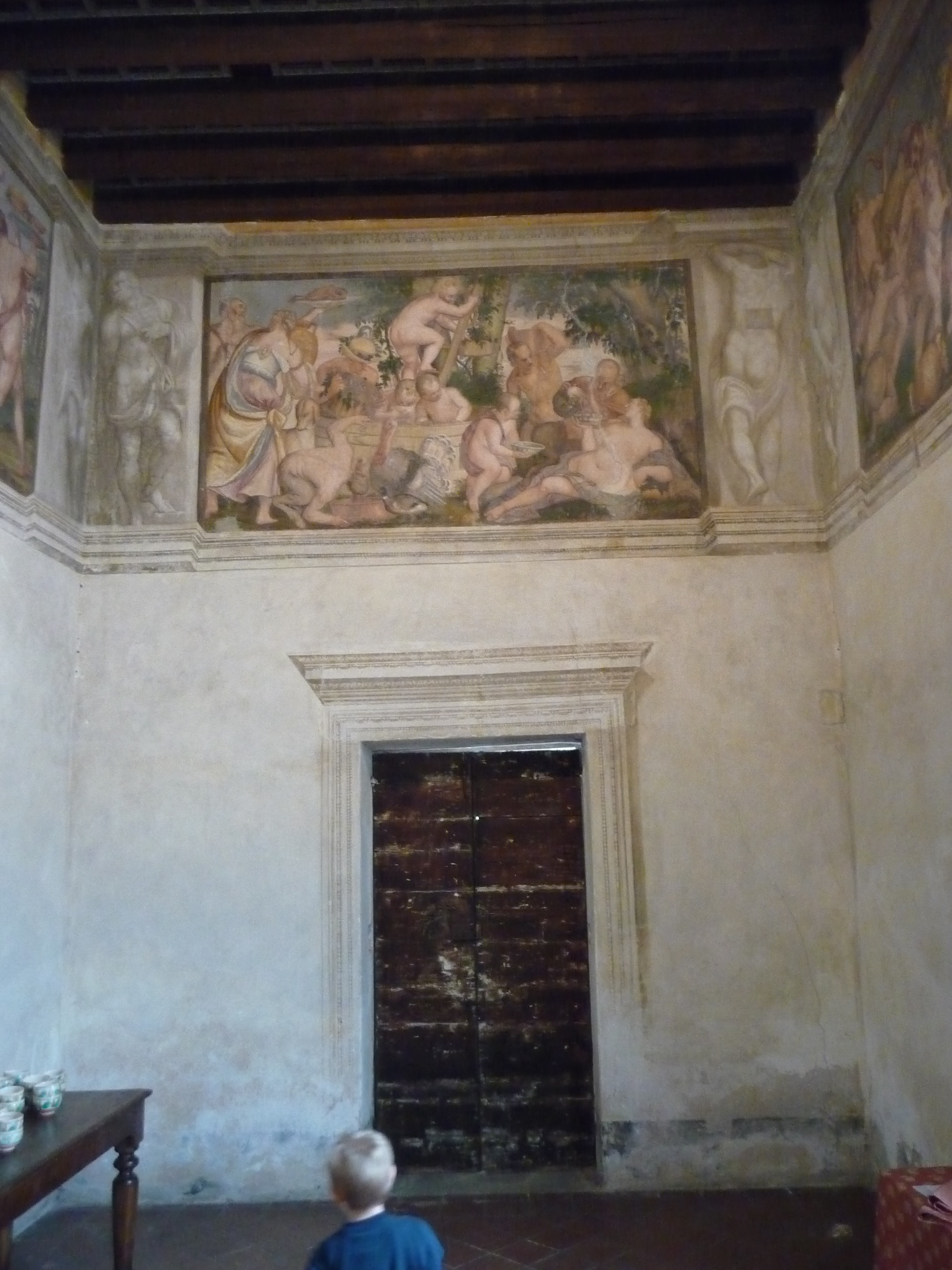
Affreschi della sala del Baccanale

### Sala dei Quattro Elementi
I Quattro Elementi terrestri sono raffigurati in chiave mitologica. La Terra si mostra come una madre dai cui seni sgorga il latte, accompagnata dalle divinità legate al lavoro dei campi come Bacco, Cerere e Proserpina. L'Acqua è simboleggiata da Nettuno con il tridente assieme alla moglie Anfitrite, a delfini e personaggi marini. L'Aria è personificata dalla dea Giunone, accompagnata dal pavone, nell'atto di affidare un messaggio ad Iride coronata dall'arcobaleno. Il Fuoco è rappresentato dalla fucina del dio Vulcano, a cui sono associati martello e incudine, accompagnato dalla moglie Venere semisdraiata accanto a Cupido.

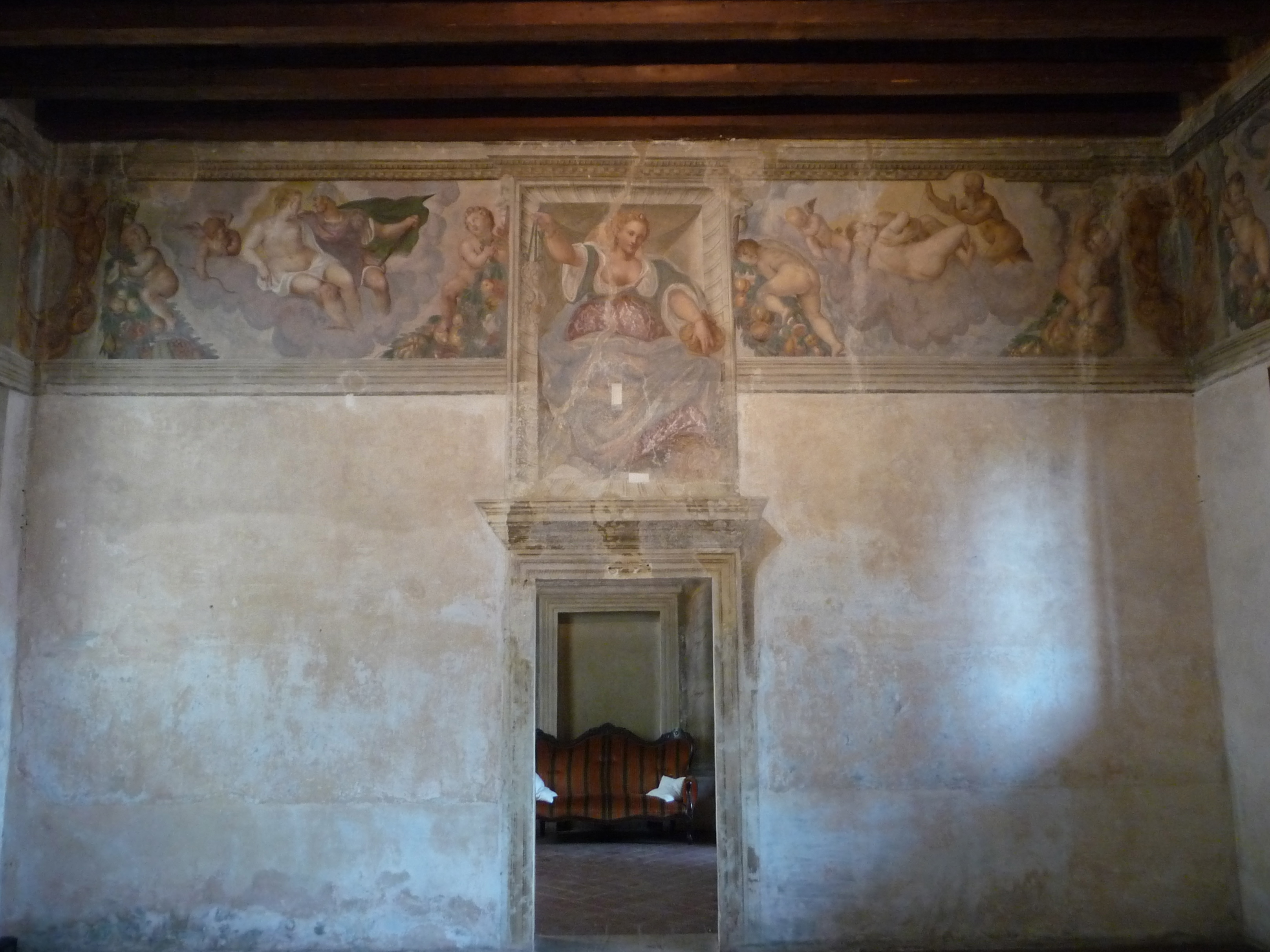
Affreschi della sala dei Quattro Elementi
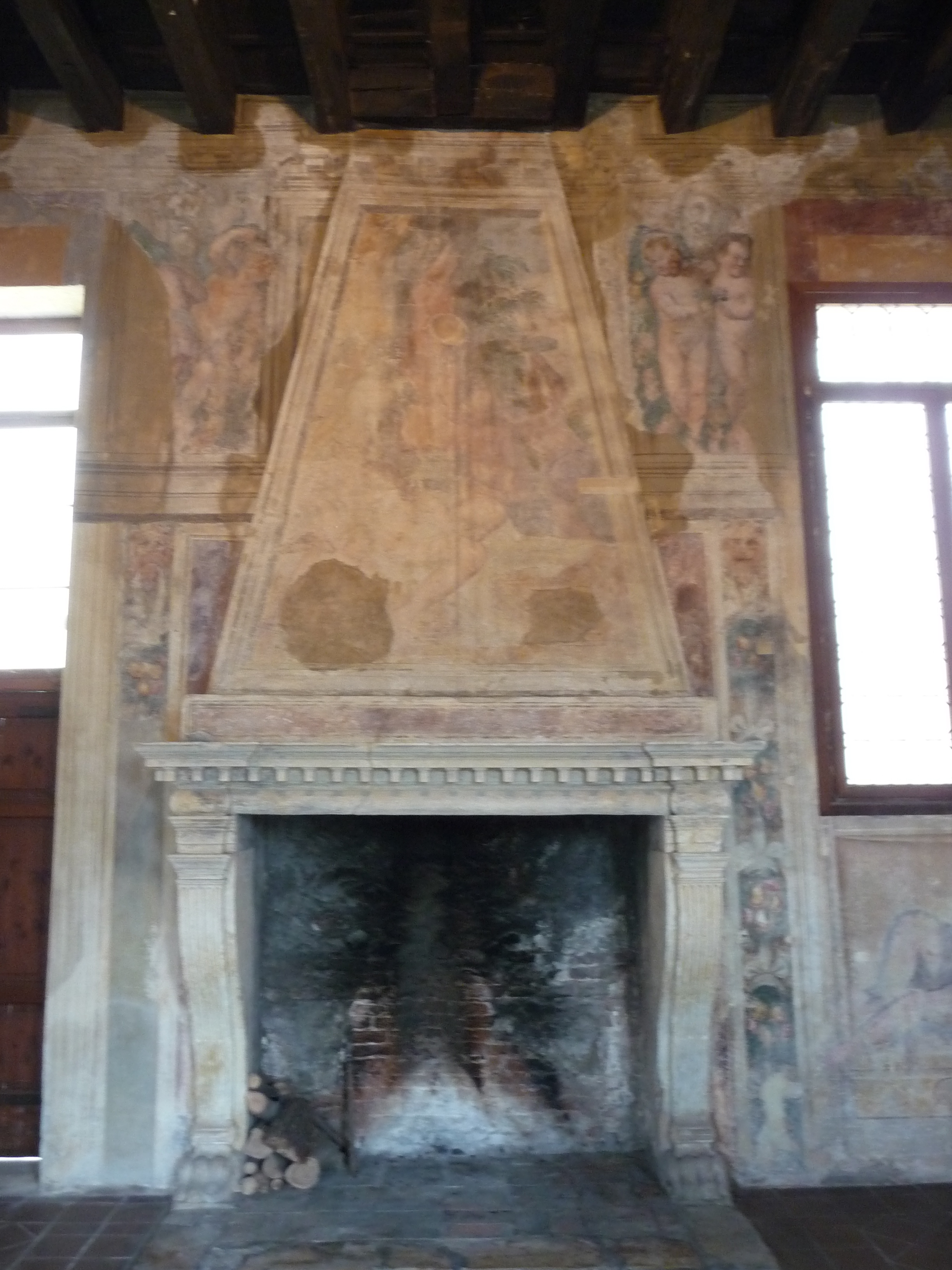
Camino
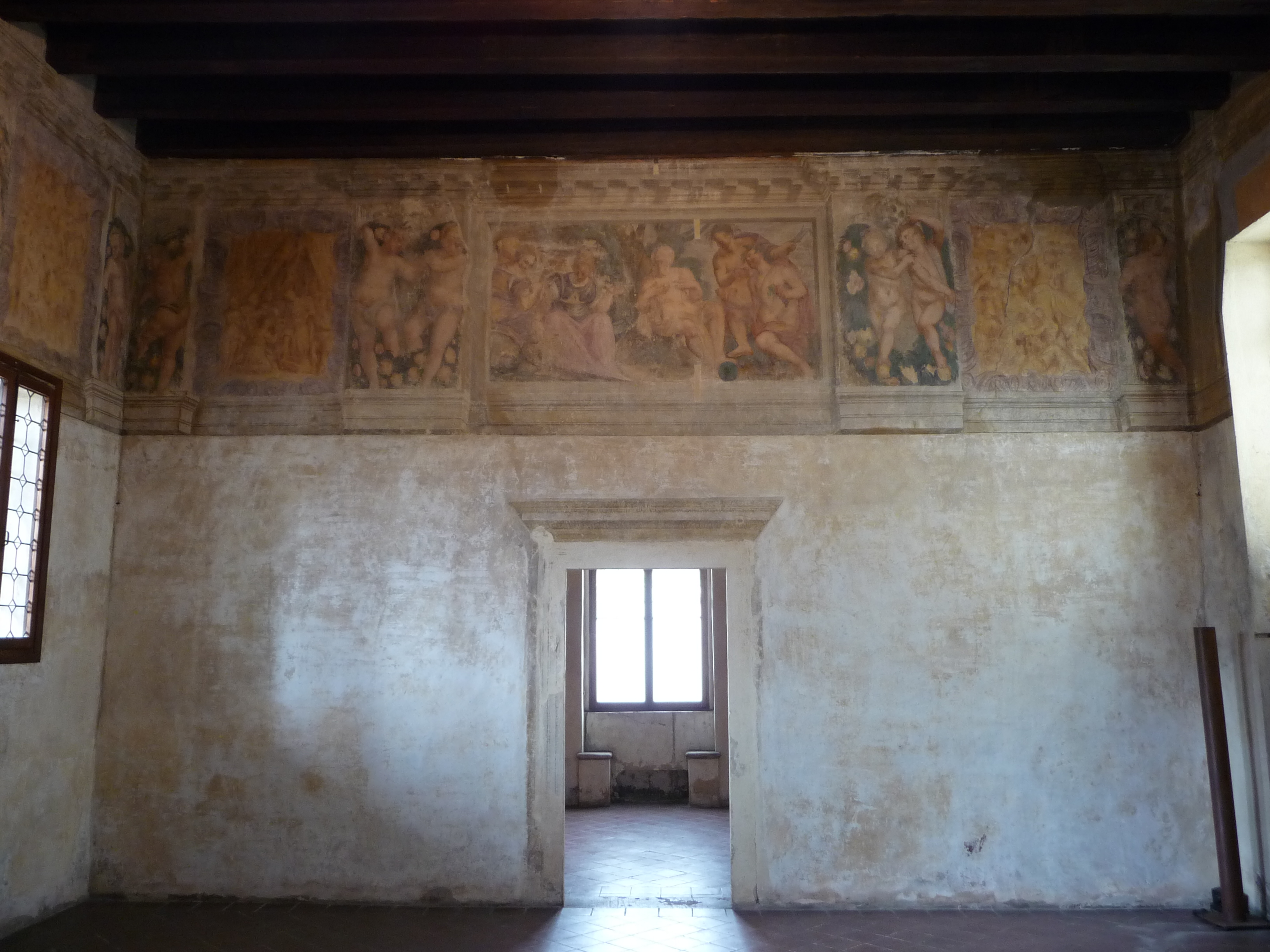
Affreschi della sala dei Quattro Elementi
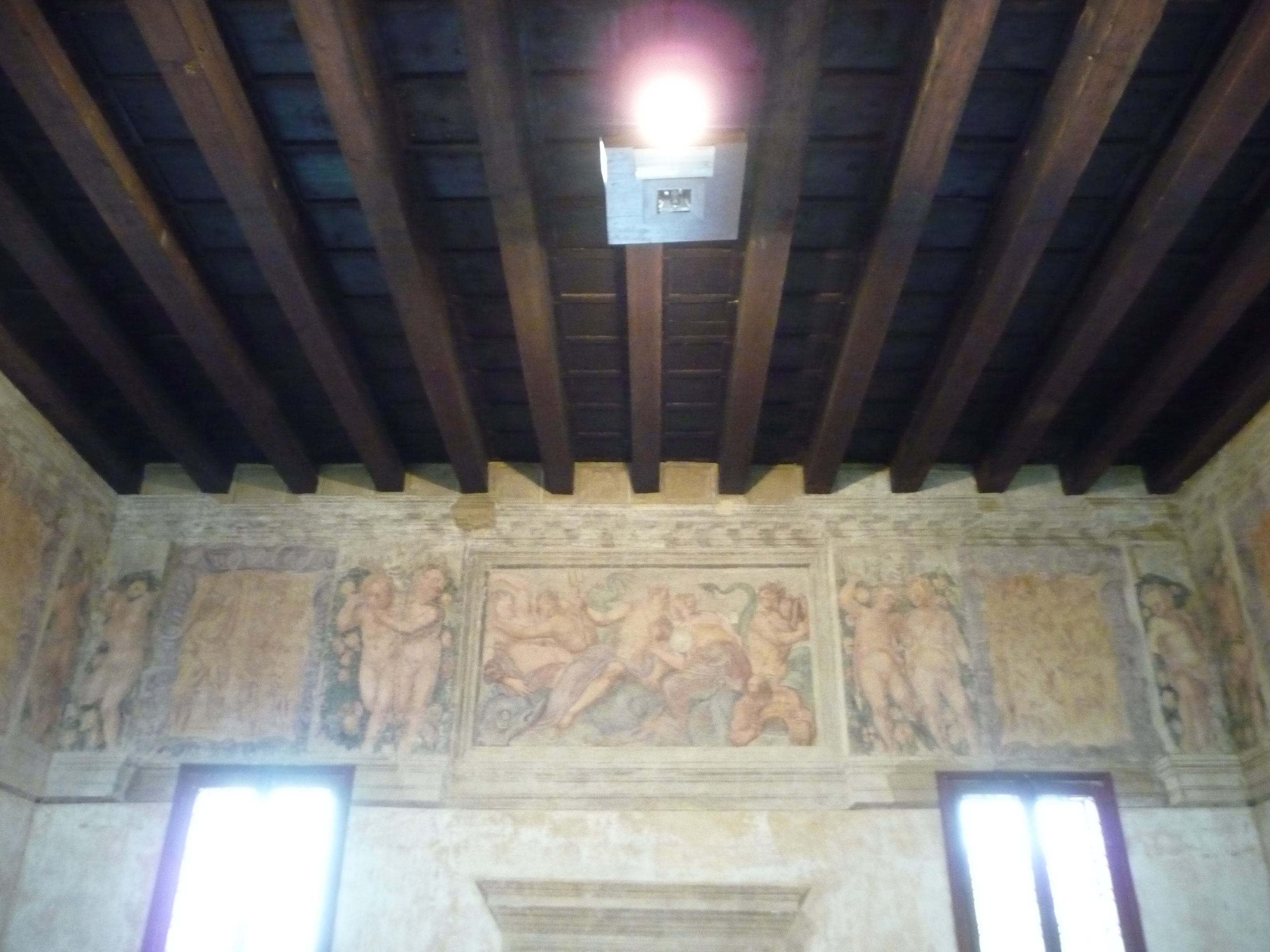
Affreschi della sala dei Quattro Elementi
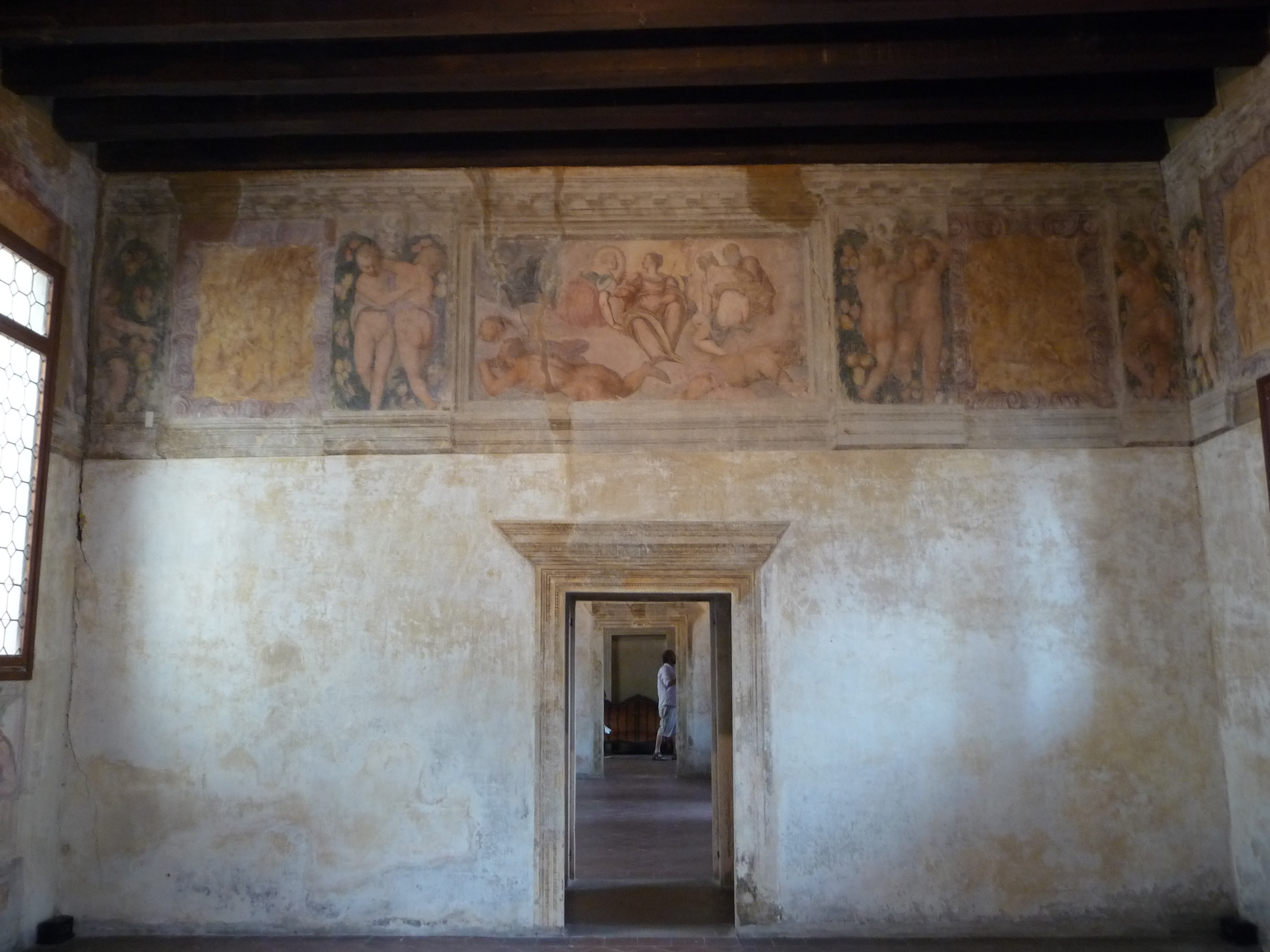
Affreschi della sala dei Quattro Elementi

### Sala delle Virtù

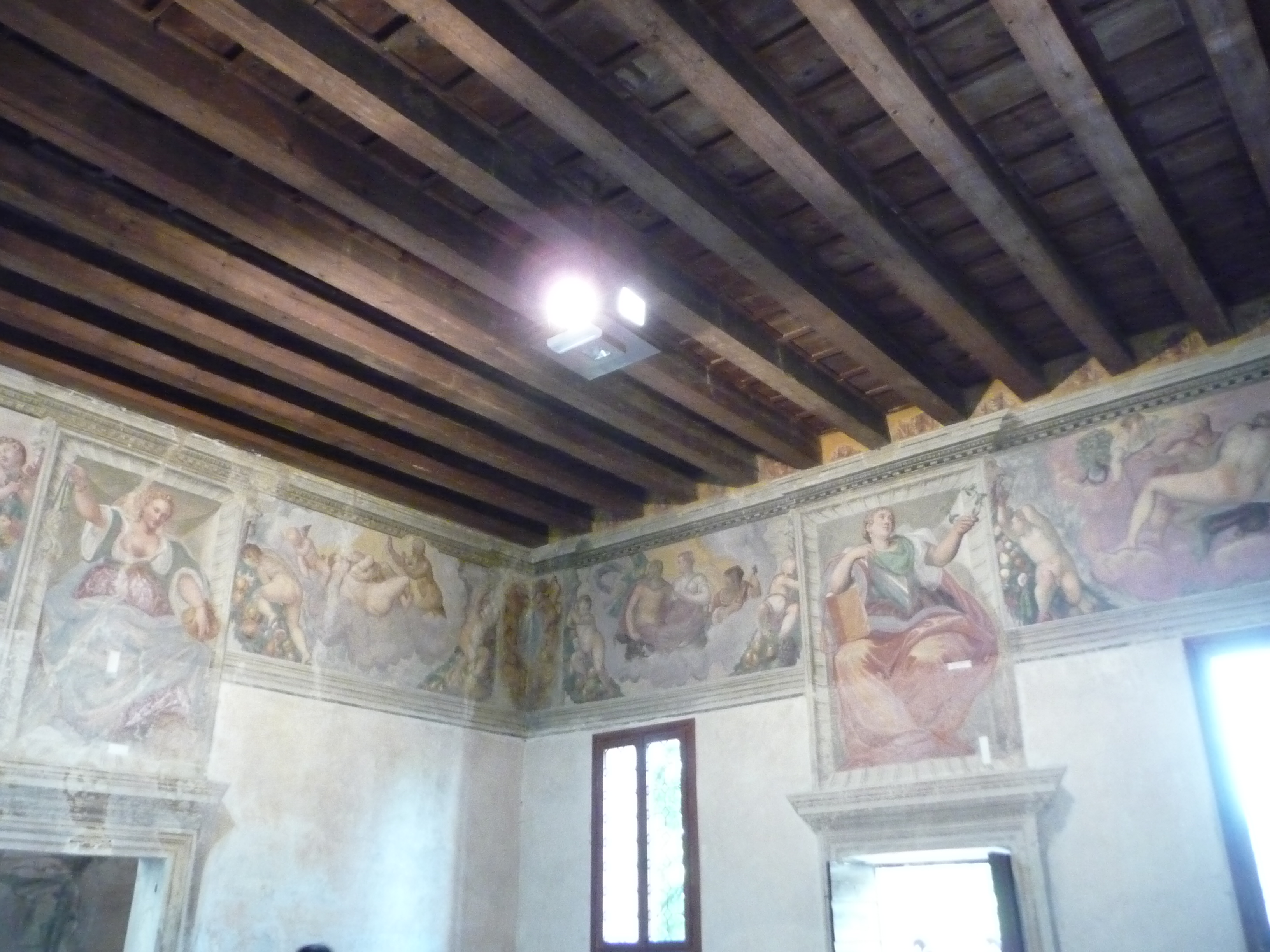
Affreschi della sala delle Virtù

Quattro figure femminili sono dipinte a rappresentanza delle virtù morali: la Temperanza, riconoscibile dal vaso e dal freno in argento; la Fortezza-Sapienza con corazza, libro e un ramo di alloro in mano; la Prudenza con lo specchio e lo scettro; ed infine la Giustizia. Alle virtù seguono i vizi degli dei: la lussuriosa Venere con Marte, quest'ultimo con elmo, spada e corazza, ritratti in tenero atteggiamento e accompagnati da Eros. Nella scena successiva la coppia viene scoperta da Vulcano, che li avvolge con la rete da lui forgiata. Mercurio si dirige verso Giove e Giunone, assisi su una nuvola e riconoscibili rispettivamente dall'aquila e dal pavone; a lato appare la Discordia, col martello e il cuore in mano. Nella scena seguente Giove viene sorpreso in adulterio con un'amante che si copre il volto per timore della vendetta di Giunone. Viene raffigurato anche il Ratto di Proserpina, ritratta nel momento in cui Plutone la rapisce e la porta sul proprio carro nel regno dei morti. Infine, l'episodio in cui Venere, assisa sul carro trainato da colombe con accanto il figlio Eros, versa dalla brocca l'unguento dell'eternità sul capo del vecchio Enea. Si intravedono il dio Sole seduto sul trono nel suo palazzo dorato e Fetonte che precipita dal carro solare tra le fiamme e i cavalli imbizzarriti.

### Sala della Storia

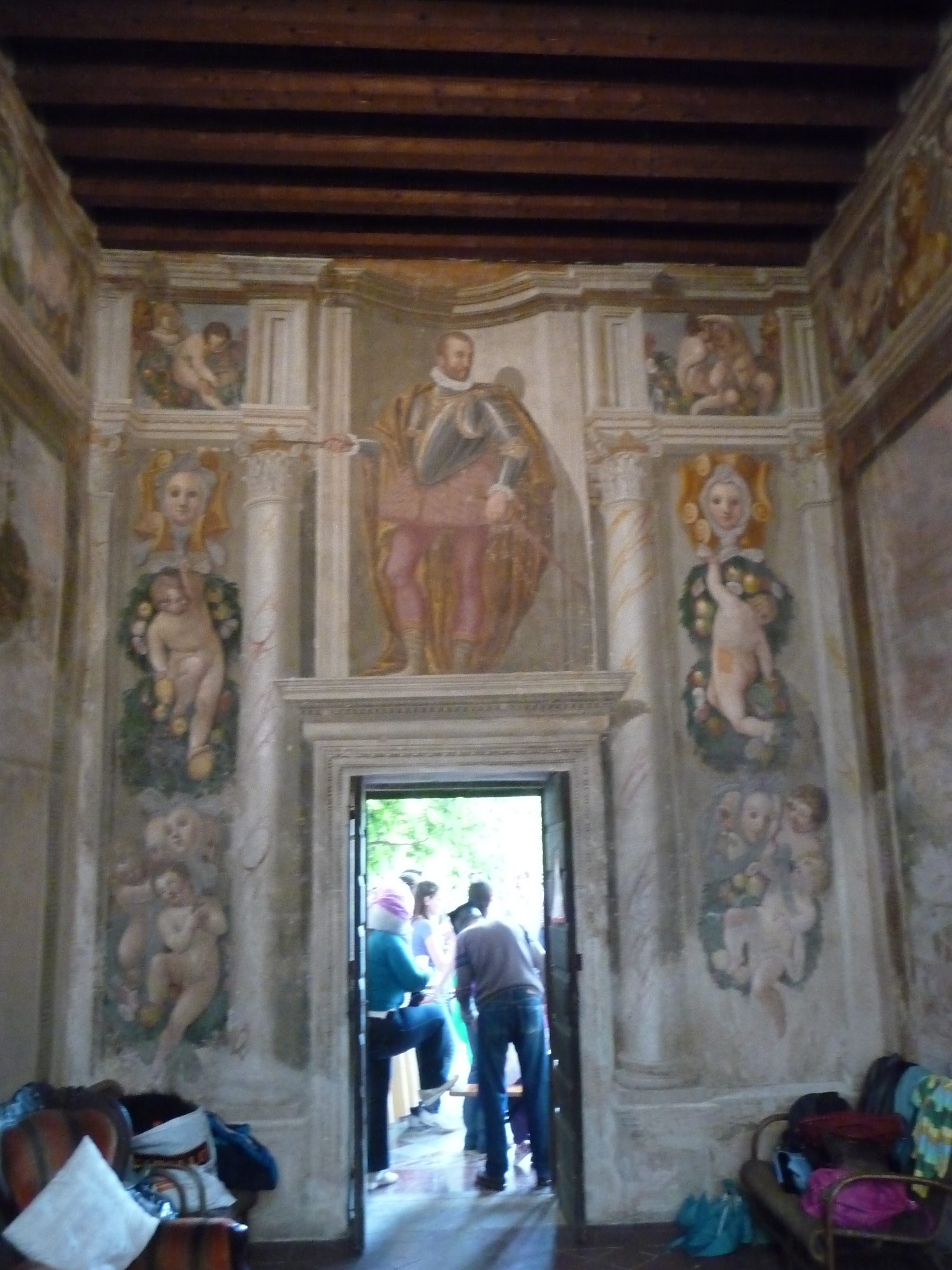
Sala della Storia: ritratto di Silvio Sesso in armatura

La stanza è delimitata da finte colonne corinzie di marmo, festoni, maschere e putti che incorniciano quattro paesaggi di ambientazione veneta: mulini e ville lungo corsi d'acqua, contadini di ritorno dal lavoro nei campi, pastori con la zampogna, nobili in carrozza e un concerto campestre. Due Guerrieri in vesti romane celebrano le virtù militari dei Sesso e la loro fedeltà all'impero. Il nobile Silvio Sesso, a cui si deve il ciclo di affreschi, è raffigurato da un cavaliere del Cinquecento rivestito di corazza da parata.

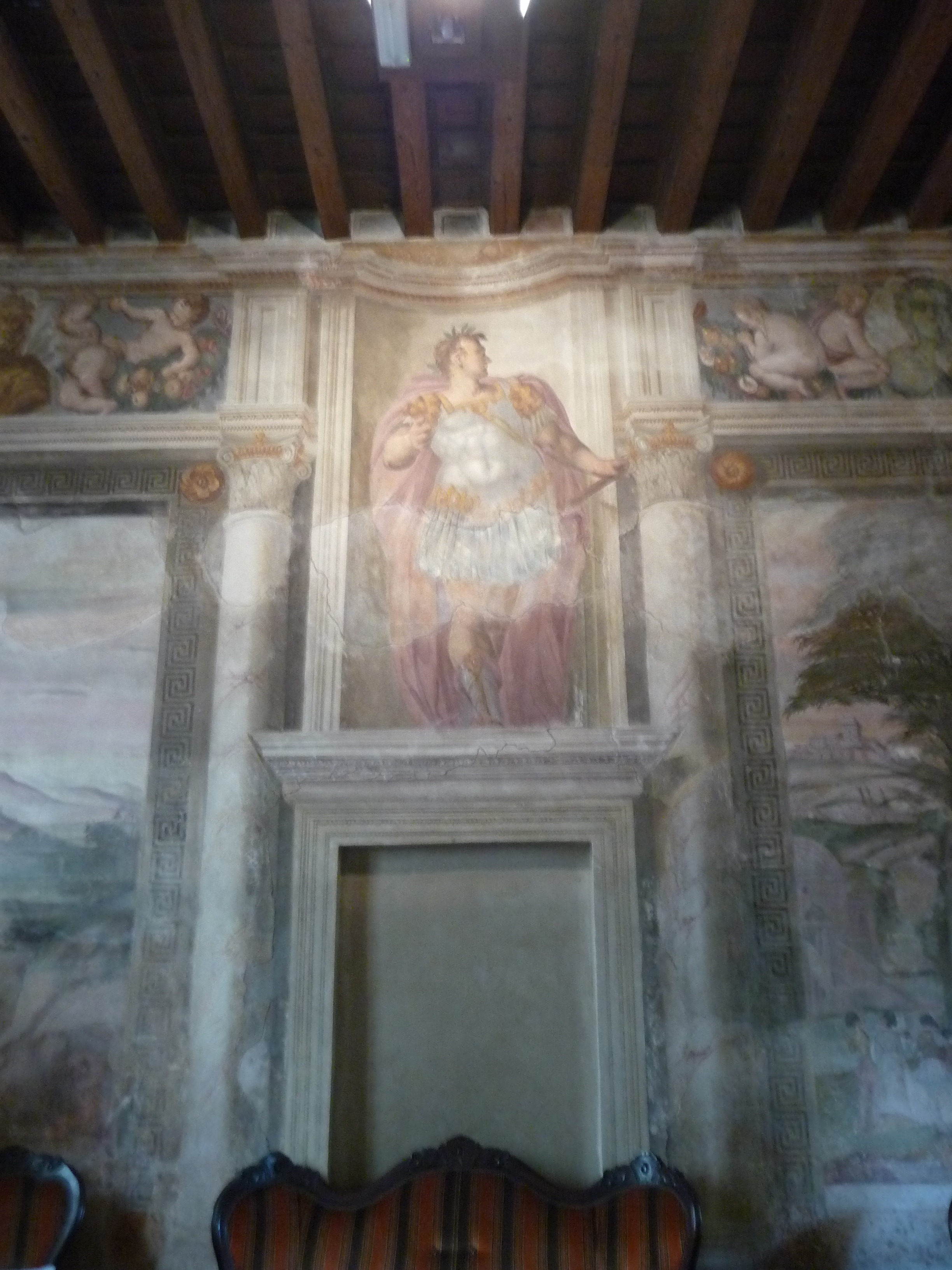
Affreschi della sala della Storia
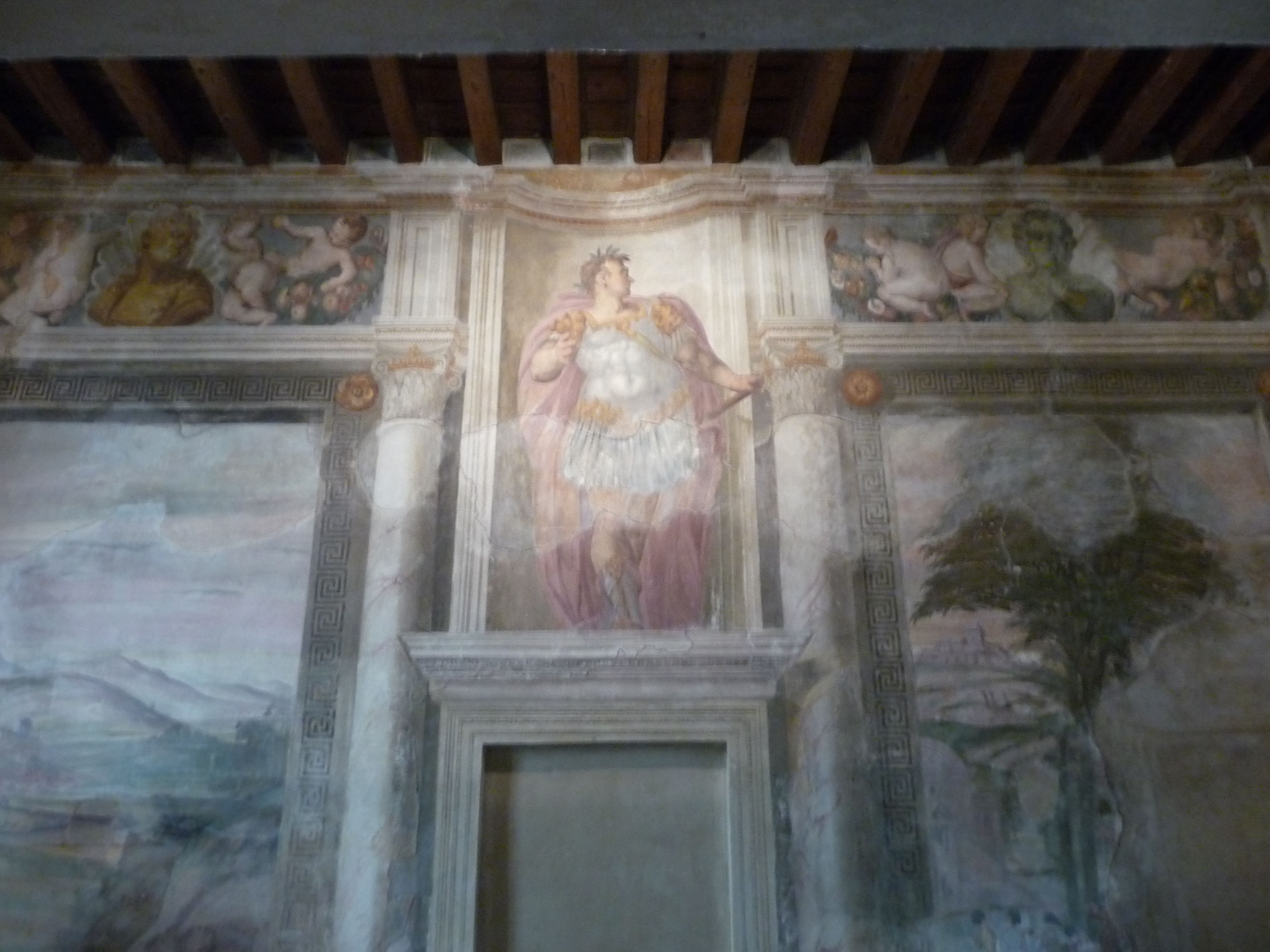
Affreschi della sala della Storia
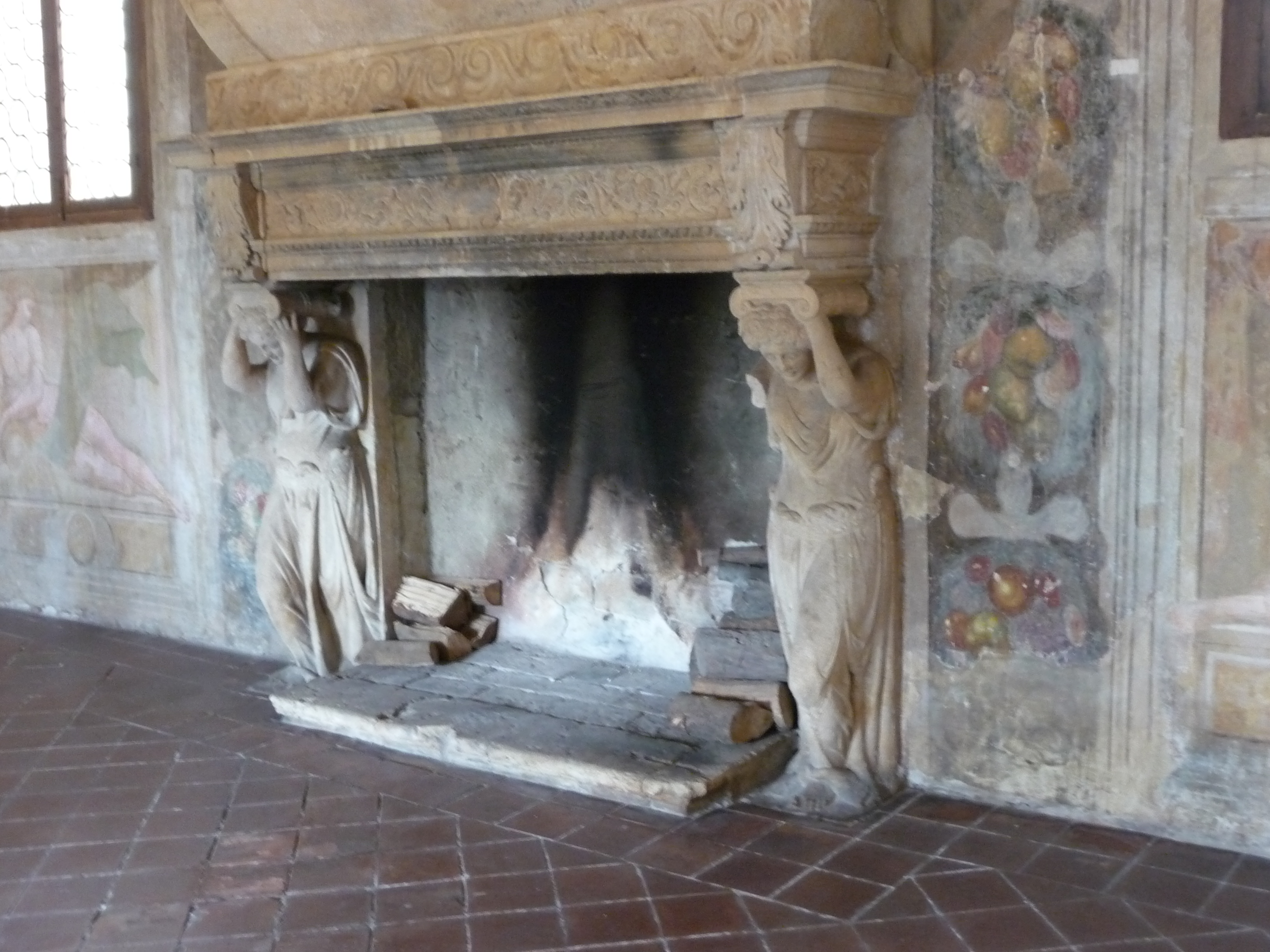
Camino